# CO Le Puy
Der Club Omnisports du Puy oder kurz CO Le Puy ist ein französischer Fußballverein aus Le Puy-en-Velay. Seit 2009 trägt er den Namen Le Puy Foot 43 Auvergne; die 43 ist die Ordnungszahl des Départements Haute-Loire, in dem die Stadt liegt.
Le Puys Vereinsfarben sind in der Gegenwart Himmelblau und Weiß; seine größten Erfolge errang der CO wie vorher schon der CA Le Puy allerdings im traditionellen Rot-Schwarz. Die Kampfmannschaft des Klubs tritt im Stade Charles-Massot an, das heutzutage noch über eine Kapazität von rund 4800 Zuschauerplätzen verfügt.

## Geschichte
Gegründet wurde der Verein 1903 als Pédale Vellavienne, der sich bald darauf in Association Sportive du Puy und in den frühen 1920ern in Club Athlétique Le Puy umbenannte. Unter diesem Namen gewann er 1924 erstmals den Titel eines regionalen Meisters der Ligue du Lyonnais und gehörte in den ersten Jahren nach dem Zweiten Weltkrieg zu den erfolgreichsten französischen Amateurvereinen, wurde 1949 Zweiter der Südgruppe der neu geschaffenen, landesweit höchsten Amateurspielklasse, damals die dritte Ligenstufe. Auch in den folgenden Jahrzehnten änderte der Verein wiederholt seinen Namen: Mitte der 1960er Jahre wurde aus dem CA der CO Le Puy, 1990 der SCO Le Puy und 1992 die Union Sportive de Football Le Puy (USF). 2009, nach einer Fusion mit dem Lokalrivalen AS Taulhac, nahm der Verein seinen heutigen Namen Le Puy Foot 43 Auvergne an. 1974 kehrte die Elf in die dritte Liga zurück und pendelte ein Jahrzehnt lang zwischen dieser und der vierten Liga. 1986 zog sie aus dem alten Stade Lafayette in das neu errichtete innerstädtische Stade Charles-Massot um, das eine Sitztribüne für 3600 Zuschauer besaß.
1990 war der Verein mit rund einer Million Francs überschuldet, die Profiabteilung musste Konkurs anmelden, die erste Mannschaft konnte die Saison aber noch zu Ende spielen. 1991 in die höchste regionale Amateurliga zwangsrelegiert, kehrte die USF Le Puy erst 1998 in den inzwischen nur noch fünftklassigen landesweiten Amateurspielbetrieb (CFA 2) zurück.
Im Verein wird auch Frauenfußball gespielt; entstanden ist die Abteilung 2006, als die Frauen der Entente Saint-Maurice aus dem benachbarten Yssingeaux sich der USF Le Puy anschlossen. In der Saison 2006/07 und erneut seit 2011 sind die Spielerinnen aus Le Puy in der zweiten französischen Liga vertreten. Zwischendurch waren sie bis in die vierthöchste Liga abgestiegen.

## Ligazugehörigkeit und Erfolge
Der Verein hat noch nie in der höchsten französischen Division gespielt. Allerdings gehörte die Kampfmannschaft des Vereins zwischen 1984 und 1989 fünf Spielzeiten lang der zweithöchsten Liga an und hat bis 1990 Profistatus besessen. Dabei war ihre beste Platzierung ein siebter Rang im Abschlussklassement ihrer Gruppe in der Saison 1985/86; während des ersten Saisondrittels hatte der COLP sogar durchgehend die Tabellenführung innegehabt.
Im Landespokalwettbewerb um die Coupe de France haben die Fußballer aus der Auvergne keine sonderlich nachhaltigen Eindrücke hinterlassen. Insgesamt brachten sie es zwar auf acht Hauptrundenteilnahmen zwischen 1948 und zuletzt 1986, zwischen 1948/49 und 1951/52 immerhin vier Mal in Serie. Aber sie überstanden nur zwei Mal (1949 und 1975) die erste Runde, das Zweiunddreißigstelfinale, und schieden dann im anschließenden Sechzehntelfinale aus. In der Saison 1948/49 schaltete der damalige CA Le Puy den Zweitdivisionär CA Paris mit 1:0 aus, unterlag anschließend dem Erstligisten OGC Nizza aber mit 1:4 deutlich. 1974/75 verlief der Wettbewerb für die Zentralfranzosen ähnlich; zunächst besiegte der CO wiederum einen Zweitligisten, die AS Béziers, mit 1:0, dann traf er auf Frankreichs in diesem Jahrzehnt mit Abstand erfolgreichste Mannschaft, die AS Saint-Étienne. Dieses Los brachte zwei Kontrahenten zusammen, deren Stadien keine 60 km voneinander entfernt lagen. Allerdings bestätigte sich schon im ersten Spiel – der Pokal wurde damals vom Sechzehntel- bis zum Viertelfinale in Hin- und Rückspielen ausgetragen – im Stade Geoffroy-Guichard der Zwei-Klassen-Unterschied, indem der spätere Wettbewerbssieger sich mit 6:0 behauptete. Im Rückspiel wohnten rund 9.000 Zuschauer im Stade Lafayette Le Puys achtbarer 1:2-Niederlage bei. Für die Rot-Schwarzen stand in beiden Begegnungen mit Georges Govou ein Spieler auf dem Feld, dessen einige Jahre danach geborener Sohn Sidney es zum vielfachen französischen A-Nationalspieler bringen sollte.
2023/24 tritt der Nachfolger Le Puy Foot 43 Auvergne in der viertklassigen National 2 an.
Im Zweiunddreißigstelfinale der Coupe de France 2022/23 warf Le Puy Foot als Drittligist den Ligue-1-Klub OGC Nizza durch ein 1:0 vor heimischer Kulisse aus dem Wettbewerb. Im Jahr darauf drang die Männermannschaft im Pokal sogar bis in das Viertelfinale vor – was parallel auch dem in der dritten Division antretenden Frauenteam des Vereins gelang.

## Bekannte ehemalige Spieler und Trainer
- Frédéric Antonetti, Spieler 1985 bis 1987
- Ángel „Hugo“ Bargas, argentinischer Nationalspieler, bei Le Puy Spielertrainer 1984 bis 1987 und nach 1988 als Trainer
- André Burkhard, Spieler 1980/81
- Grégory Coupet, als Kind und Jugendlicher (1980–1990)
- Sidney Govou, als Jugendlicher (1996/97)
- Jérémy Perbet, als Jugendlicher und Erwachsener bis 2003
- Walter Presch, Trainer 1948–1950

## Frauen-Fußballabteilung
Seit 2006, als sich ihm zahlreiche Spielerinnen der ESM Yssingeaux anschlossen, verfügt auch Le Puy über eine Frauenabteilung. Deren erste Elf stieg 2011 in die zweite Frauenliga Frankreichs auf, wo sie allerdings nie in die Nähe eines zum Aufstieg berechtigenden Platzes im Abschlussklassement kam. Vielmehr tritt sie seit der Saison 2023/24 sogar wieder nur noch in der dritten Division an.
Auch im Vereinspokalwettbewerb kam für die Ponotes – so die Bezeichnung für Frauen aus Le Puy – in aller Regel spätestens im Sechzehntelfinale das Aus. 2013/14 allerdings erreichten sie das Achtel- und 2023/24 nach einem Sieg gegen die zwei Klassen höher antretenden Frauen von Stade Reims sogar das Viertelfinale.